# Becca Pouegnenta
La Becca Pouegnenta (AFI: [pwəɲɑ̃ta] - detta anche Becca Pougnenta - 2.827 m s.l.m.) è una montagna della Catena Rutor-Léchaud nelle Alpi Graie che si trova in Valle d'Aosta.

## Caratteristiche
La montagna si trova sul confine dei territori comunali di Morgex e di La Salle.

## Salita alla vetta
Si può salire sulla montagna partendo dal colle San Carlo. Dal colle ci si inoltra nel vallone d'Arpy e si raggiunge il lago d'Arpy (2.066 m). Oltre il lago e superate due balze rocciose si arriva al lago di Pietra Rossa (2.599 m). Si raggiunge poi il passo d'Ameran (2.670 m) ed infine si risale la cresta sud della montagna.